# Carlo I di Fiandra
Carlo I di Fiandra, detto "il Buono" (Odense, 1084 circa – Bruges, 2 marzo 1127), fu conte di Amiens e conte di Fiandra dal 1119 alla sua morte.

## Origine
Secondo il Cartulaire de l'Abbaye de Saint-Bertin, Carlo era figlio del Re di Danimarca, Canuto IV il Santo e di Adelaide di Fiandra, che sempre secondo il Cartulaire de l'Abbaye de Saint-Bertin, era la figlia primogenita del conte delle Fiandre, Roberto I il Frisone e di Gertrude Billung, o di Sassonia, figlia, sia secondo la Genealogica Comitum Flandriæ Bertiniana che secondo la Genealogia ex stirpe Sancti Arnulfi descendentium Mettensis, di Bernardo II di Sassonia e di Eilika di Schweinfurt.
Canuto IV il Santo, secondo il Saxo Grammaticus: Gesta Danorum era figlio illegittimo del Re di Danimarca, Sweyn II Estridsson Ulfsson, che, secondo le Adami, Gesta Hammenburgensis Ecclesiæ Pontificum II, era il figlio di Ulf Thorgilsson, Jarl danese e duca d'Anglia (con Canuto il Grande in Inghilterra) e di Estrid Svendsdatter, che ancora secondo le Adami, Gesta Hammenburgensis Ecclesiæ Pontificum II, era sorella del re d'Inghilterra e re di Danimarca, Canuto il Grande, quindi figlia del re d'Inghilterra, re di Danimarca e re di Norvegia, Sweyn I di Danimarca.

## Biografia
Suo padre, Canuto, ancora secondo il Saxo Grammaticus: Gesta Danorum fu assassinato nel 1086, nella chiesa in legno di Sant'Albano ad Odense, e sua madre, Adelaide, lasciando in Danimarca le figlie, Cæcilia e Ingegerd, decise di ritornare nelle Fiandre portando con sé il figlioletto Carlo.
Carlo crebbe alla corte di suo nonno Roberto I e di suo zio Roberto II.
Secondo il cronista e monaco, fiammingo, Galbert de Bruges, nel 1107, Carlo fece un pellegrinaggio in Terra santa.
Nel 1111 Roberto II morì, come confermano gli Annales Blandinienses: Roberto II, si era unito all'esercito reale che si dirigeva contro Meaux, dove si era ritirato il conte di Blois, di Chartres, di Meaux e di Châteaudun, signore di Sancerre e Amboise, conte di Troyes e conte di Champagne, Tebaldo II che, dal 1108, era in rivolta insieme ad altri baroni francesi contro il re di Francia, Luigi VI il Grosso, ma, in una strettoia, vicino alla città, Roberto cadde dal suo cavallo e finì sotto le zampe della cavalleria e, secondo il cronista e monaco benedettino dell'abbazia di Malmesbury, nel Wiltshire (Wessex), Guglielmo di Malmesbury, morì poco dopo, il 5 ottobre 1111, per le ferite riportate. Gli succedette il figlio Baldovino, come Baldovino VII conte di Fiandra.
Carlo fu stretto consigliere del cugino, che era molto giovane.
Nel 1115, secondo il Sigeberti Continuatio Valcellensis Baldovino VII donò a suo cugino Carlo di Danimarca, detto il Buono (Karolo consobrino suo), il castello di Encres, tolto all'usurpatore, Ugo (Hugone Camdavena).
Carlo di Danimarca divenne conte di Amiens, dopo aver sposato Margherita di Clermont unica erede della contea di Amiens tra il 1118 ed il 1119, come ci conferma la Vita Karoli Comitis Flandriæ.
Nel 1119, Carlo di Danimarca, detto il Buono, controfirmò a Baldovino due documenti : il documento n° XXVIII del Cartulaire de l'Abbaye de Saint-Bertin, assieme all'altro cugino di Baldovino, Guglielmo Cliton (Karolo et Wilhelmo nepotibus comitis) e il documento n° XLV del Cartulaire de l'Abbaye de Saint-Bertin,  (Signum Caroli regis Danorum filii).
Suo cugino, Guglielmo Cliton, figlio del deposto duca di Normandia, Roberto II, che, dopo diverse peripezie, verso il 1111, si era rifugiato presso il conte delle Fiandre, Baldovino VII, che, secondo Orderico Vitale, lo aveva preso sotto la sua protezione, e che divenuto maggiorenne, reclamava il ducato di Normandia, allo zio, il re d'Inghilterra, Enrico I Beauclerc, e si schierò con Baldovino al fianco di Luigi VI di Francia contro Enrico I, aumentando il malcontento dei baroni normanni; e durante questa guerra che lo vedeva contrapposto ad Enrico I di Inghilterra Baldovino trovò la morte. Secondo Orderico Vitale, dopo aver occupato Arques, durante la Battaglia di Bures-en-Bray, nel settembre 1118, venne ferito alla testa e non si riprese più, passò otto mesi in mortale malattia, sino a giugno, quando morì; anche Guglielmo di Malmesbury conferma che Baldovino, a sostegno di Guglielmo Cliton, all'improvviso attaccò numerosi castelli in Normandia, e combattendo nelle vicinanze di Arques, il suo elmetto fu deformato a causa dei ripetuti colpi ricevuti e lui ebbe un danno al cervello (for his helmet being battered with repeated strokes, he received an injury to his brain); gli Annales Blandinienses confermano che Baldovino fu sepolto nell'Abbazia di San Bertino, dove aveva passato gli ultimi mesi di vita, divenendo monaco e, dove Baldovino, senza discendenza, sul letto di morte, secondo David M. Nicholas, nel suo Medieval Flanders, edito da Longman, 1992 (non consultato), indicò come suo successore suo cugino Carlo che succedette al cugino come nuovo conte di Fiandra; anche la Vita Karoli Comitis Flandriæ, riporta la morte di Baldovino, ma riferisce anche che la successione di Carlo fu contrastata dalla madre di Baldovino, Clemenza di Borgogna, che avrebbe preferito come conte di Fiandra William di Ypres, il figlio illegittimo di Philip di Loo, fratello di suo marito, Roberto II.
Ancora secondo Galbert de Bruges, nel suo Histoire du meurtre de Charles Bon, Cte de Flandre tra il 1123 e il 1124, durante la prigionia del re di Gerusalemme, Baldovino di Le Bourcq, a Carlo fu offerta la corona del regno di Gerusalemme, che egli rifiutò.
Nel 1125, dopo la morte di Enrico V di Franconia, Imperatore del Sacro Romano Impero, l'Arcivescovo di Colonia, Federico I di Schwarzenburg, propose come successore Carlo il Buono.
Carlo è ricordato per la sua premura e generosità verso i bisognosi e per aver distribuito loro pane in tempo di carestia. Si attivò inoltre affinché il grano non fosse immagazzinato e rivenduto a prezzi maggiorati.
Già con Carlo la maggior parte delle città godeva di giurisdizione e amministrazione proprie.
La politica di Carlo lo mise in contrasto con la potente famiglia degli Erembaldi, discendenti del castellano di Bruges, Erembaldo († 1090 circa). Il figlio di Erembaldo, Bertulfo, già canonico verso il 1190, e poi prevosto della diocesi di Bruges, organizzò una congiura per uccidere il conte e i suoi consiglieri.
Il 2 marzo 1127, mentre Carlo era assorto in preghiera nella Chiesa di San Donaziano (vescovo di Reims) in Bruges (la chiesa era collegata con l'abitazione del conte), venne raggiunto da un gruppo di congiurati fedeli agli Erembaldi che lo uccisero con le loro spade. Ancora secondo Galbert de Bruges, nel suo Histoire du meurtre de Charles Bon, Cte de Flandre, lascia intendere che William di Ypres, pretendente alla contea poteva essere implicato. La morte di Carlo viene ricordata anche da Orderico Vitale e dal Cartulaire de l'Abbaye de Saint-Bertin, che riporta che il conte fu ucciso, durante la Messa, mentre porgeva il suo obolo. Il brutale e sacrilego assassinio del conte contribuì a provocare una sollevazione di massa, che portò, a Bruges, alla cattura degli assassini di Carlo I il Buono che vennero giustiziati. La famiglia degli Erembaldi, che aveva organizzato l'assassinio venne arrestata, torturata e radiata dall'elenco dei nobili di Bruges e Gand.
Carlo I il Buono era senza eredi legittimi, quando venne assassinato nella chiesa di San Donaziano a Bruges. I pretendenti erano molti, Guglielmo di Ypres, Teodorico di Alsazia, Arnoldo di Danimarca, Baldovino IV di Hainaut ed altri tra cui, Goffredo il Barbuto, duca del Brabante, ma il re di Francia, Luigi VI (per la prima volta il re di Francia intervenne direttamente nelle Fiandre), chiamato dai fiamminghi, si precipitò ad Arras, e convocò i notabili fiamminghi perché eleggessero il suo candidato, suo cognato, Guglielmo Cliton. Guglielmo venne eletto e fu subito confermato da Gand, Bruges, Lilla, Saint-Omer ed assieme al re si avviò verso Bruges, attraversando buona parte della contea, accolto con entusiasmo.
Il conte, Carlo I il Buono, fin dal giorno della sua morte, fu acclamato come martire e santo. Venne beatificato più di 700 anni dopo, nel 1884.

## Matrimonio e discendenza
Carlo aveva sposato Margherita di Clermont, figlia di Rinaldo II di Clermond e di Adelaide di Vermandois, che portava in dote la contea di Amiens come riportato dalla Vita Karoli Comitis Flandriæ. Anche il De Genere Comitum Flandrensium, Notæ Parisienses ricorda il matrimonio di Carlo con Margherita, figlia di Rinaldo e Adelaide e ricorda inoltre che Margherita, dopo essere rimasta vedova, si risposò con Ugo conte di Saint Paul (Hugo Champdaveine… comes Sancti Pauli) e poi con Baldovino d'Encre (dominus Balduinus de Encra).
Carlo da Margherita non ebbe discendenza.

## Ascendenza
|                        |                        |                         | Genitori               |  |  | Nonni |  |  | Bisnonni        |  |  | Trisnonni           |  |
|                        |                        |                         |                        |  |  |       |  |  | Ulf Thorgilsson |  |  | Thorgils Sprakalägg |  |
|                        |                        |                         |                        |  |  |       |  |  | Ulf Thorgilsson |  |  | Thorgils Sprakalägg |  |
|                        |                        | …                       |                        |  |  |       |  |  | Ulf Thorgilsson |  |  |                     |  |
| Sweyn II di Danimarca  |                        |                         |                        |  |  |       |  |  | Ulf Thorgilsson |  |  |                     |  |
|                        |                        | Estrid Svendsdatter     | Sweyn I di Danimarca   |  |  |       |  |  |                 |  |  |                     |  |
|                        |                        | Estrid Svendsdatter     | Sweyn I di Danimarca   |  |  |       |  |  |                 |  |  |                     |  |
|                        |                        | Estrid Svendsdatter     | …                      |  |  |       |  |  |                 |  |  |                     |  |
| Canuto IV di Danimarca |                        | Estrid Svendsdatter     |                        |  |  |       |  |  |                 |  |  |                     |  |
|                        |                        | …                       | …                      |  |  |       |  |  |                 |  |  |                     |  |
|                        |                        | …                       | …                      |  |  |       |  |  |                 |  |  |                     |  |
|                        |                        | …                       | …                      |  |  |       |  |  |                 |  |  |                     |  |
| ?                      |                        | …                       |                        |  |  |       |  |  |                 |  |  |                     |  |
|                        |                        | …                       | …                      |  |  |       |  |  |                 |  |  |                     |  |
|                        |                        | …                       | …                      |  |  |       |  |  |                 |  |  |                     |  |
|                        |                        | …                       | …                      |  |  |       |  |  |                 |  |  |                     |  |
| Carlo I di Fiandra     |                        | …                       |                        |  |  |       |  |  |                 |  |  |                     |  |
|                        | Baldovino V di Fiandra | Baldovino IV di Fiandra |                        |  |  |       |  |  |                 |  |  |                     |  |
|                        | Baldovino V di Fiandra | Baldovino IV di Fiandra |                        |  |  |       |  |  |                 |  |  |                     |  |
|                        | Baldovino V di Fiandra | Ogiva di Lussemburgo    |                        |  |  |       |  |  |                 |  |  |                     |  |
| Roberto I di Fiandra   | Baldovino V di Fiandra |                         |                        |  |  |       |  |  |                 |  |  |                     |  |
|                        |                        | Adele di Francia        | Roberto II di Francia  |  |  |       |  |  |                 |  |  |                     |  |
|                        |                        | Adele di Francia        | Roberto II di Francia  |  |  |       |  |  |                 |  |  |                     |  |
|                        |                        | Adele di Francia        | Costanza d'Arles       |  |  |       |  |  |                 |  |  |                     |  |
| Adelaide di Fiandra    |                        | Adele di Francia        |                        |  |  |       |  |  |                 |  |  |                     |  |
|                        |                        | Bernardo II di Sassonia | Bernardo I di Sassonia |  |  |       |  |  |                 |  |  |                     |  |
|                        |                        | Bernardo II di Sassonia | Bernardo I di Sassonia |  |  |       |  |  |                 |  |  |                     |  |
|                        |                        | Bernardo II di Sassonia | Ildegarda              |  |  |       |  |  |                 |  |  |                     |  |
| Gertrude Billung       |                        | Bernardo II di Sassonia |                        |  |  |       |  |  |                 |  |  |                     |  |
|                        |                        | Eilika di Schweinfurt   | Enrico di Schweinfurt  |  |  |       |  |  |                 |  |  |                     |  |
|                        |                        | Eilika di Schweinfurt   | Enrico di Schweinfurt  |  |  |       |  |  |                 |  |  |                     |  |
|                        |                        | Eilika di Schweinfurt   | Gerberga di Gleiberg   |  |  |       |  |  |                 |  |  |                     |  |
|                        |                        | Eilika di Schweinfurt   |                        |  |  |       |  |  |                 |  |  |                     |  |

### Fonti primarie
- (LA)  Monumenta Germaniae Historica, Scriptores, tomus V.
- (LA)  Monumenta Germaniae Historica, Scriptores, tomus VI.
- (LA)  Monumenta Germaniae Historica, Scriptores, tomus VII.
- (LA)  Monumenta Germaniae Historica, Scriptores, tomus IX.
- (LA)  Monumenta Germaniae Historica, Scriptores, tomus XII.
- (LA)  Monumenta Germaniae Historica, Scriptores, tomus XIII.
- (LA)  Monumenta Germaniae Historica, Scriptores, tomus XXV.
- (LA)  Ordericus Vitalis, Historia Ecclesiastica, vol. II.
- (LA)  Ordericus Vitalis, Historia Ecclesiastica, vol. unicum.
- (LA)  Ordericus Vitalis, Historia Ecclesiastica, vol. IV, liber X - XIII.
- (LA)  Cartulaire de l'Abbaye de Saint-Bertin.
- (LA)  Saxo Grammaticus: Gesta Danorum.
- (LA)  Histoire du meurtre de Charles Bon, Cte de Flandre.
- (EN)  The Ecclesiastical History of England and Normandy, Volume 3.
- (EN)  Chronicle of the Kings of England: From the Earliest Period to the Reign, of king William's children.

### Letteratura storiografica
- Z.N. Brooke, "La Germania sotto Enrico IV e Enrico V", cap. XIII, vol. IV (La riforma della chiesa e la lotta fra papi e imperatori) della Storia del Mondo Medievale, 1999, pp. 422–482.
- Louis Halphen, "La Francia: Luigi VI e Luigi VII (1108-1180)", cap. XVII, vol. V (Il trionfo del papato e lo sviluppo comunale) della Storia del mondo medievale, 1999, pp. 705–739.
- Henry Pirenne, "Vita e commercio delle città del nord", cap. XXIII, vol. V (Il trionfo del papato e lo sviluppo comunale) della Storia del Mondo Medievale, 1999, pp. 930–953.
- William John Corbett, "Inghilterra, 1087-1154", cap. II, vol. VI (Declino dell'impero e del papato e sviluppo degli stati nazionali) della Storia del Mondo Medievale, 1999, pp. 56–98.
- Henry Pirenne, "I Paesi Bassi", cap. XII, vol. VII (L'autunno del Medioevo e la nascita del mondo moderno) della Storia del Mondo Medievale, 1999, pp. 411–444.